# Robin Riker
Robin Riker, née le 2 octobre 1952 à New York, est une actrice américaine.

## Biographie
Robin Riker s'est fait connaître en tant qu'actrice en jouant le principal rôle féminin du film L'Incroyable Alligator (1980). Elle a ensuite essentiellement joué dans de nombreuses séries télévisées, intégrant notamment la distribution principale des séries Brothers et Get a Life et du soap opera Amour, Gloire et Beauté.

## Filmographie

### Cinéma
- 1980 : L'Incroyable Alligator : Marisa Kendall
- 2012 : Save the Date : Tante Mary

### Télévision

#### Séries télévisées
- 1977 : MASH (saison 6, épisode 2) : l'infirmière Perry
- 1979 : L'Île fantastique (saison 3, épisode 11) : Fran
- 1983 : Agence tous risques (saison 2, épisode 10) : Amanda Huston
- 1983 : L'Homme qui tombe à pic (saison 3, épisode 12) : Leslie Tyler
- 1984 : Supercopter (saison 2, épisode 3) : Dr Karen Hansen
- 1984 : Riptide saison 2, épisode 18 et saison 3 épisode 18 : Gloria
- 1984-1987 : Brothers (80 épisodes) : Kelly Hall
- 1985 : Les Routes du paradis (saison 2, épisodes 1 et 2) : Sherri Johnson
- 1990-1992 : Get a Life (34 épisodes) : Sharon Potter
- 1992-1993 : Shaky Ground (en) (17 épisodes) : Helen Moody
- 1994-1995 : Une rue du tonnerre (en) (Thunder Alley) (19 épisodes) : Bobbi Turner
- 1997 : Buffy contre les vampires (saison 1, épisode 3) : Catherine Madison
- 1997-1998 : The Gregory Hines Show (en) (20 épisodes) : Nicole Moran
- 1999 : Sliders : Les Mondes parallèles (saison 5, épisode 7) : Sela Williams
- 2000 : Des jours et des vies (soap opera, 6 épisodes) : Maureen Lockhart
- 2001 : Six Feet Under (saison 1, épisode 8) : Chloe Yorkin
- 2004 : Cold Case : Affaires classées (saison 1, épisode 15) : Doreen Denova
- 2005 : NCIS : Enquêtes spéciales (saison 2, épisode 11) : Saleena Lockhart
- 2006 : Boston Justice (saison 2, épisodes 18 et 27) : Candy Springtime
- 2008-2010 : Amour, Gloire et Beauté (soap opera, 47 épisodes) : Beth Logan
- 2010 : Bones (saison 6, épisode 6) : Nadia Blake
- 2010-2013 : The Glades (3 épisodes) : Jody Cargill
- 2012-2013 : DeVanity (épisodes 2x02, 2x03 & 3x02) : Angelica Roth
- 2013 : Justified (saison 4, épisode 7) : Deborah Jane
- 2014 : Anger Management (saison 2, épisode 82) : Terri
- 2015 : Austin & Ally (saison 4, épisode 16) : Ms Jackson
- 2016 : Hôpital central (15 épisodes) : Naomi Dreyfus
- 2017 : You're the Worst (saison 4, épisodes 9 & 10) : Faye Cottumaccio
- 2019 : Mood Swings (8 épisodes) : Coco

#### Téléfilms
- 1998 : Brink, champion de roller : Maddie Brinker
- 2006 : Le Journal de Jaimie : Diana
- 2012 : Un cadeau de Noël presque parfait : Carol
- 2013 : Un million de raisons : Maryellen Gable
- 2019 : Un inquiétant portrait de famille (Psycho Granny) de Rebekah McKendry : Colleen
- 2020 : L'étrangère dans ma maison (The Wrong Address) de Jake Helgren : Beverly Maples